# Pédase (Troade)
Pour les articles homonymes, voir Pédase.
Pédase (en grec ancien Πήδασος / Pếdasos, en latin Pedasus) est une ville de Troade, située près du torrent Satnioïs, qui descend du mont Ida.
Pédase a été fondée par les Lélèges ; dans l’Iliade, la ville fait partie des possessions du roi lélège Altès, père de Laothoé, la mère de Lycaon et Polydore. Les Grecs, partis pour Troie, prirent et ravagèrent Pédase avant de ravager Lyrnessos. Homère lui donne « La Haute » pour épithète, parce qu'elle est proche des hauteurs du mont Ida. L'emplacement de l'ancienne ville était toujours visible à l'époque du géographe Strabon, mais il n'y avait déjà plus de ville.

## Sources
- Homère, Iliade [détail des éditions] [lire en ligne] : XXI, 87.
- Strabon, Géographie [détail des éditions] [lire en ligne].